# Egnasia macularia
Egnasia macularia är en fjärilsart som beskrevs av Paul Mabille 1900. Egnasia macularia ingår i släktet Egnasia och familjen nattflyn. Inga underarter finns listade i Catalogue of Life.